# المنصور عبد العزيز بن برقوق
بينما تولى السلطنة في مصر سنة 808ه/1405م
سلطان مملوكي،
قام السلطان المنصور عبد العزيز بن برقوق 808هـ/1405م عند هروب أخيه السلطان الناصر فرج بن برقوق باخذ بيعه الأمراء السلطان عبد العزيز ولكن بسبب أحساس المماليك بتعاظم نفوذ بيبرس الاتابك حيث كان الوصي علي السلطان المنصور عبد العزيز بن برقوق مما عجل بعوده فرج المختفى إلى الظهور مرة أخرى بعد حوالى شهرين فعادت إليه السلطنة فتم عزل السلطان المنصور عبد العزيز بن برقوق